# Вечурко Микола Володимирович
Мико́ла Володи́мирович Вечу́рко (6 червня 1992, Київ, Україна) — український футболіст, півзахисник клубу «Чайка» .

## Життєпис
Микола Вечурко почав займатися футболом у ранньому дитинстві з подачі батька, що привів його до київської ДЮСШ-15, де першим тренером хлопця став Руслан Канавський. Ще під час виступів у ДЮФЛ хлопець неодноразово залучався до юнацької збірної України.
Після закінчення академії Вечурко поїхав до полтавської «Ворскли», де провів півтора сезони, виступаючи за молодіжний склад команди, після чого повернувся до Києва, де пристав на пропозицію місцевого «Арсенала», хоча вів перемовини й з представниками «Оболоні». Згодом став капітаном дублюючого складу «канонірів». У вищій лізі дебютував 20 червня 2013 року в поєдинку з харківським «Металістом», що завершився для команди Миколи поразкою з рахунком 1:2. Всього до кінця року провів 6 матчів у чемпіонаті, після чого «каноніри» знялися з чемпіонату і Вечурко покинув клуб.
На початку 2014 року підписав контракт з ужгородською «Говерлою», проте за рік виступів в команді не зумів завоювати постійного місця в основному складі у В'ячеслава Грозного, зігравши лише 6 матчів за основну команду, після чого в кінці року покинув клуб.
У другій половині сезону 2014/15 виступав за першоліговий «Гірник-Спорт», проте і там закріпитись не зумів, провівши лише 4 матчі.
У липні 2015 року перейшов у туркменський «Ахал». Контракт розрахований на 1 рік. Дебютував у чемпіонаті Туркменістану 16 серпня 2015 року в матчі проти «Алтин Асира» (1:1).
20 квітня 2016 року офіційно став гравцем «Тернополя», але вже влітку того ж року залишив команду.